# Shimon Fritz Bodenheimer
Shimon Fritz Bodenheimer (6 giugno 1897 – 4 ottobre 1959) è stato un entomologo e zoologo israeliano.

## Biografia
Bodenheimer nacque in Germania. I suoi genitori erano Max Bodenheimer, un leader sionista, e Rosa Dalberg. Emigrò nel Mandato britannico della Palestina nel 1922 e si unì alla nuova stazione sperimentale agricola vicino a Tel Aviv. Quando aprì l'Università ebraica, fu nominato capo dell'Istituto di zoologia ed entomologia. Nel 1936, Bodenheimer pubblicò The Biological Background della Human Population Theory sulla base delle lezioni universitarie tenute a Tel Aviv.

## Premi
Nel 1954, vinse il Premio Israele, in agricoltura.